# Ectoblasto
L'ectoblasto, noto anche come ectoderma, è uno dei tre foglietti embrionali primari che si formano durante la gastrulazione, una fase precoce dello sviluppo embrionale. Insieme all'endoderma e al mesoderma, l'ectoderma contribuisce alla formazione di tutti i tessuti e organi dell'organismo.

## Derivazioni dell'ectoblasto
L'ectoderma è il foglietto più esterno e da esso derivano diverse strutture fondamentali, tra cui:
1. Sistema nervoso centrale e periferico: l'ectoderma dà origine al tubo neurale (che diventerà il cervello e il midollo spinale) e alla cresta neurale (da cui si sviluppano nervi periferici e altri tessuti).
2. Epidermide e strutture collegate: lo strato più esterno della pelle, inclusi capelli, unghie e ghiandole sudoripare, deriva dall'ectoderma.
3. Organi di senso: parte dell'ectoderma si differenzia per formare strutture sensoriali come la retina, le orecchie e alcune porzioni del naso.
4. Ghiandole: alcune ghiandole, come la ghiandola mammaria e alcune ghiandole sudoripare, sono anch'esse derivazioni ectodermiche.

## Ruolo nell'embriogenesi
Durante lo sviluppo, l'ectoderma subisce vari processi di specializzazione e ripiegamento per formare il sistema nervoso e gli organi di senso. Questo avviene attraverso la neurulazione, durante la quale una parte dell'ectoderma si differenzia in neuroectoderma da cui si forma il tubo neurale (futuro sistema nervoso centrale) e la cresta neurale.
La cresta neurale dell'ectoderma contribuisce all'origine di cellule nervose e altre strutture:
1. Cellule del sistema nervoso periferico: come neuroni sensoriali, motoneuroni e cellule gangliari.
2. Cellule delle ghiandole surrenali: la parte midollare che produce adrenalina.
3. Cellule pigmentate: melanociti, che danno colore alla pelle.
4. Ossa e tessuti connettivi: parte di ossa facciali e cranio, e cartilagini.
5. Tessuti del cuore: come i setti e le valvole cardiache.

Questa versatilità rende la cresta neurale una delle componenti più plastiche e vitali nello sviluppo embrionale.
In sintesi, l'ectoderma è cruciale per la formazione delle strutture di rivestimento esterne e del sistema nervoso, ed è una componente chiave nello sviluppo e nella specializzazione cellulare dell'embrione.